# ريبيكا داينز
ريبيكا داينز (بالإنجليزية: Rebecca Dines)‏ هي ممثلة أسترالية، ولدت في 1961.

## وصلات خارجية
- ريبيكا داينز على موقع IMDb (الإنجليزية)
- ريبيكا داينز على موقع قاعدة بيانات الفيلم (الإنجليزية)